# Globus Toolkit
Il Globus Toolkit, attualmente alla versione 4, è un toolkit open source per sviluppare sistemi grid sviluppato e fornito da Globus Alliance.

## Implementazioni standard
The Globus Toolkitè un'implementazione dei seguenti standard:
- Open Grid Services Architecture (OGSA)
- Open Grid Services Infrastructure (OGSI)
- Web Services Resource Framework (WSRF)
- Job Submission Description Language (JSDL)
- Distributed Resource Management Application API (DRMAA)
- WS-Management
- WS-BaseNotification
- SOAP
- WSDL
- Grid Security Infrastructure (GSI)

## Uso
- Cern
- CaGrid